# Meteorus lipsis
Meteorus lipsis är en stekelart som beskrevs av Nixon 1943. Meteorus lipsis ingår i släktet Meteorus och familjen bracksteklar. Inga underarter finns listade i Catalogue of Life.